# Kazimierz Wężyk
Kazimierz Wężyk z Wielkiej Rudy herbu Wąż – stolnik wiślicki w latach 1789-1793, podstoli wiślicki w latach 1787-1789, łowczy wiślicki w latach 1779-1787, poseł ziemi mielnickiej na Sejm Czteroletni w 1788 roku.
Był synem Wojciecha. Sędzia sejmowy ze stanu rycerskiego z Prowincji Małopolskiej w 1791 roku.